# 続漢書
『続漢書』（ぞくかんじょ、しょくかんじょ）は、中国西晋の司馬彪が編纂した、後漢に関する紀伝体の歴史書。
范曄『後漢書』には志が欠けていたため、のちに『続漢書』の志が合刻されるようになった。多くは散佚したが、志の部分はよく残っている。

## 成立
范曄の『後漢書』（5世紀）に先行する、八家後漢書（あるいは七家後漢書）と呼ばれる後漢についての歴史書の一つである。
光武帝から献帝に至る歴史を記した紀伝体の歴史書で、83巻（帝紀9巻、志8巻、列伝65巻、叙篇1巻）からなっていた。裴松之が『三国志』に注釈を行う際にも引用している。劉勰は『文心雕龍』において、『続漢書』を「詳実」であると高く評価している。唐の李賢（章懐太子）も、『後漢書』の注釈にあたって『続漢書』から多くの引用を行っている。
その後、『続漢書』の本紀や列伝などは散佚してしまったが、後述の通り『後漢書』と合刻されるようになった志はよく残っている。
清の汪文台らは、散逸した後漢の史書の逸文を集めた『七家後漢書』を編纂した。『続漢書』についても、散佚した本紀・列伝について、諸書に引用された逸文が収集され、『続漢書』5巻となっている。

## 『後漢書』との関係
范曄が編纂した『後漢書』は本紀と列伝のみで、志を欠いていた。
南朝梁の劉昭は、范曄の『後漢書』に注釈を付して『集注後漢』を編纂した際に、『後漢書』に欠けた志を補うため、『続漢書』の8志（律暦・礼儀・祭祀・天文・五行・郡国・百官・輿服）を30巻に分けた上で組み込んだ。この『集注後漢』も志を除いて散逸した。
宋代に、『後漢書』の志として『続漢書』の志を合刻するようになった。